# Culleenamore Middens
Die Culleenamore Middens sind Køkkenmøddinger; („prähistorische Küchenabfallhaufen“) am nördlichen Ufer der Ballysadare Bay, westlich des Berges Knocknarea, einen Kilometer südlich von Strandhill im Townland Culleenamore (irisch Coillín na mBodhar „Wäldchen der Tauben“) im County Sligo in Irland. 

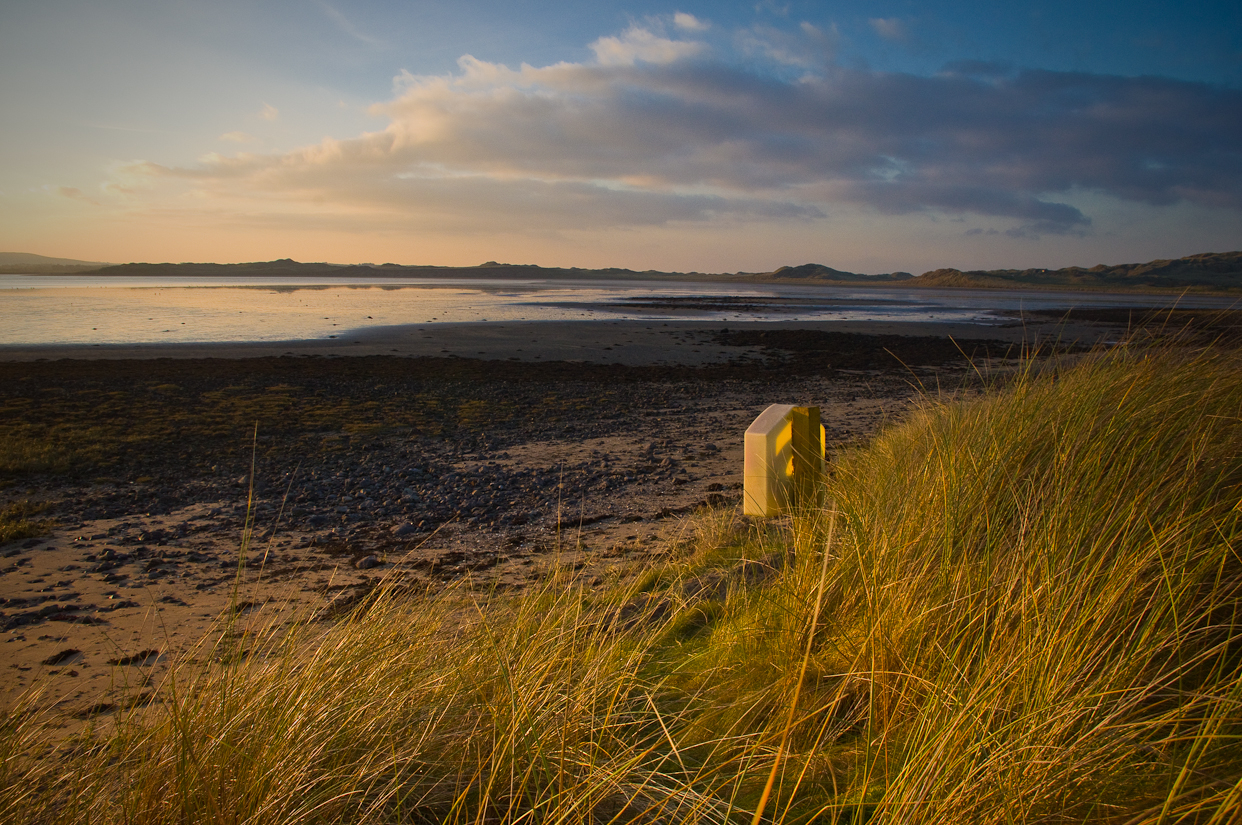
Culleenamore

Es sind die aufgehäuften Reste von Muscheln und Schalentieren. Die Meeresressourcen an der Südseite der Coolera-Halbinsel (Cúil Iorra) waren seit der Besiedlung Irlands nach der Eiszeit, insbesondere für die Menschen der Mittelsteinzeit aber auch späterhin, eine wichtige Nahrungsquelle. Vor Culleenamore ist eine der größten Robbenkolonien Irlands zu sehen. 
Manche Abfallhügel sind 100 m lang, 20 m breit und fünf Meter hoch. Schalen, die fast ausschließlich von Muscheln stammen, zeugen von reichen Ressourcen. Ein sehr großer seitlich erodierter Hügel, gestattet Einblicke in die Schichtung. Strandschneckengehäuse und Muschelschalen können identifiziert werden, wobei die von Austern, die bei weitem häufigsten sind. Asche und Holzkohle in den oberen Ablagerungen, die bei einer Ausgrabung entdeckt wurden, sind Anzeichen für Herdstellen. Hier wurden auch die Knochen von Haustieren und Rotwild, mit Fragmenten von Geweih gefunden. Feuerstein, Tonscherben, Bronze und Eisen belegen, dass der Platz von der Jungsteinzeit bis zur Eisenzeit genutzt wurde. 